# Pozsonyfehéregyház
Pozsonyfehéregyház (szlovákul: Biely Kostol) község Szlovákiában, a Nagyszombati kerületben, a Nagyszombati járásban.

## Fekvése
Nagyszombattól 3 km-re nyugatra, a Parná-patak jobb partján fekszik.

## Élővilága

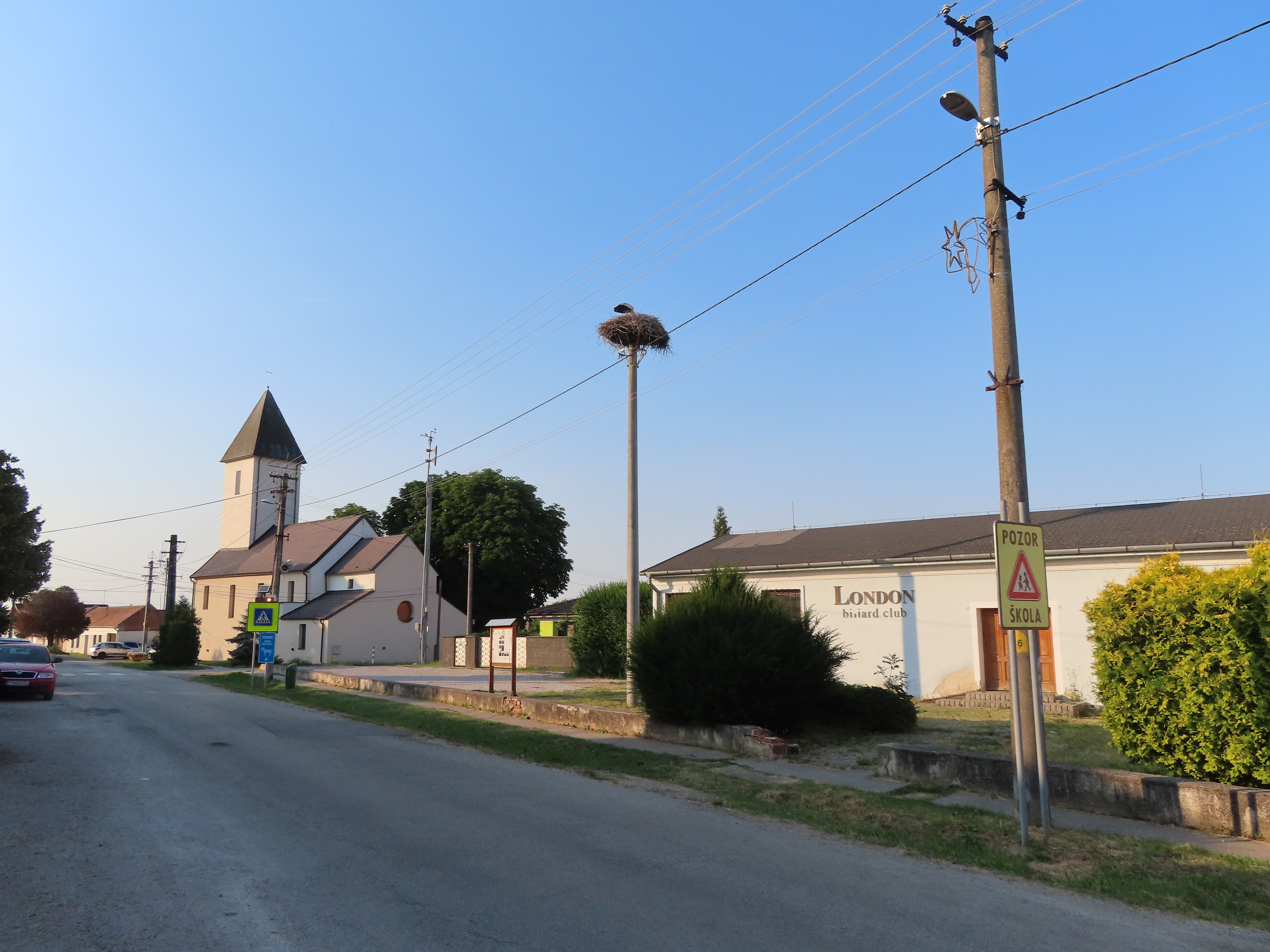
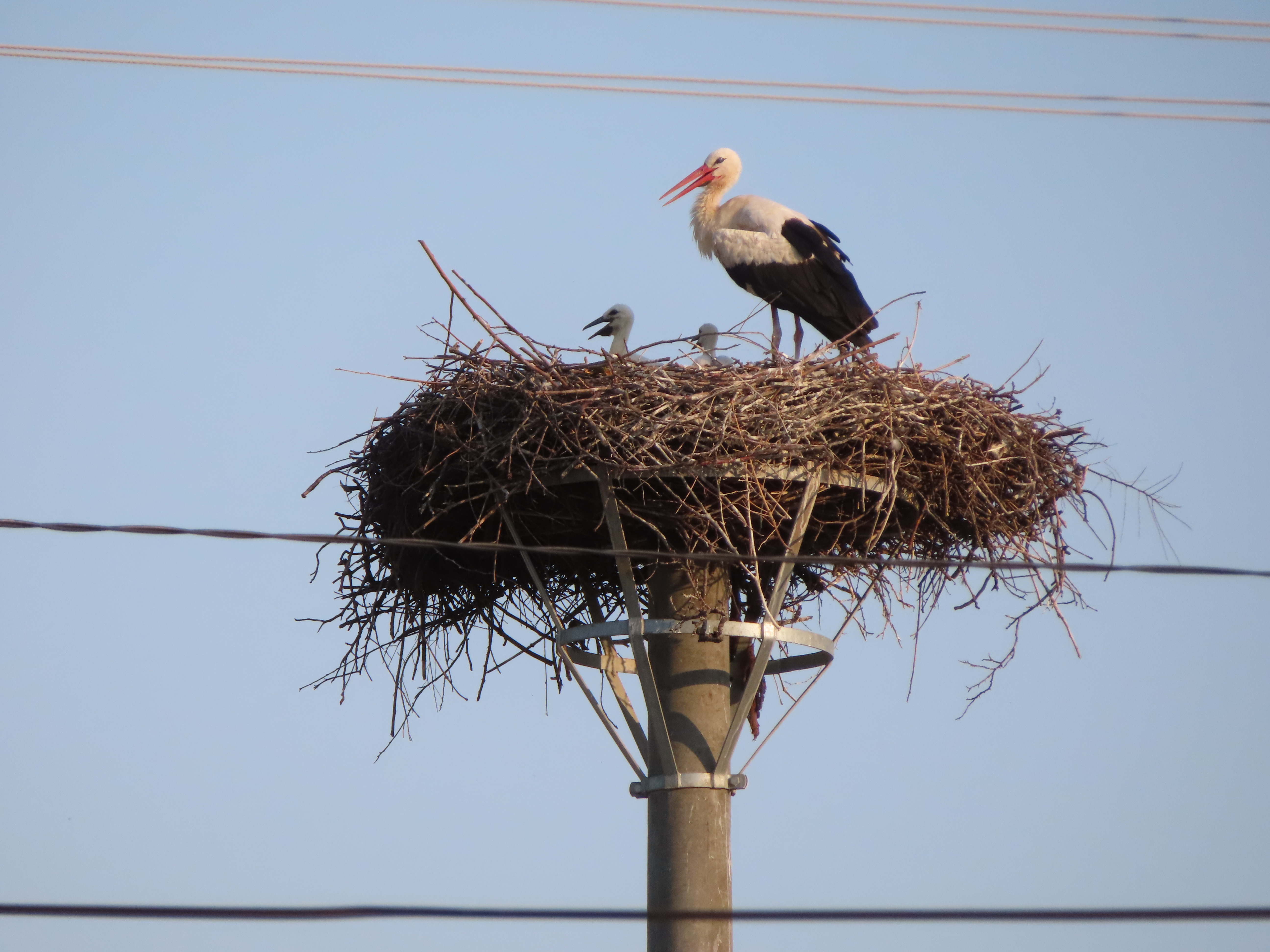

2020-ban a gólyafészket alátétre helyezték át. 2023-ban 2 gólyafiókát számoltak össze.

## Története
A község területe már az újkőkorszakban is lakott volt. A régészek a vonaldíszes kultúra emberének települését és temetőjét tárták itt fel, de kerültek elő sírok a korai bronzkorból és a szláv időszakból is.
Első írásos említése 1244-ből származik, amikor IV. Béla király Parna földjét nagyszombati hospeseknek adományozza. Ez a terület nagy valószínűséggel a későbbi Fehéregyházzal azonosítható. Az 1332 és 1337 között kelt pápai tizedjegyzék "Alba Ecclesia" néven említi a települést. Ezután magyarul "Feyeregyhas", németül "Weisskirchen" néven szerepel a forrásokban. Több nemesi család birtoka volt. 1387-ben elefánti nemesek a birtokosai. 1479-ben fele részben Cseh György a birtokosa, majd ezt a részt a nagyszombati klarisszák kapták meg. 1493-ban II. Ulászló a Szentgyörgyi és Bazini grófoknak adományozta. 1531-ben Újlaki Ferenc lett a birtokosa. A 17. század elején az Eszterháziaké lett, majd a jezsuitáknak adták. 1773-ban a királyi kamara tulajdona, majd a Brunszvik család vásárolta meg. 1831-ben kolera pusztította, melynek 38 lakos lett az áldozata. A 20. század elején Deutsch Sándor birtokához tartozott.
A Rákóczi-szabadságharc alatt a községet kifosztották és elpusztították a kurucok. A jezsuiták építették újjá 1719-ben, ekkor épült a mai jezsuita kolostor is.
Vályi András szerint „FEJÉREGYHÁZ. Németűl Weiskirchen, tótúl Bili Kosztel, közönségesen Albánusznak neveztetik. Elegyes falu Poson Vármegyében, földes Ura Gróf Bruszvik Uraság, lakosai katolikusok, fekszik a’ Szélső szigetbéli járásban, a’ Roszszindeli erdőség mellett, nem meszsze Nagyszombattól, holott a’ Jézuiták házát is építettek vala 1719dik esztendőben, ’s megújjíttatták 1768dikben, ’s kedves múlató helyek vala a’ tanúlástól üress időkben, nem tsak a’ Jésuitáknak, hanem az egész tanúló Ifjúságnak is. Minekutánna Nagyszombatból Budára vitetett által a’ Tudományoknak mindensége 1777ben; sőt az Akadémia is Posonba 1784ben, elhagyattatott ugyan e’ szerént Fejéregyháza; hanem a’ Nagyszombati lakosoknak most is hasonló múlatságos helyek. Határja gazdag, vagyonnyai jelesek, eladásra jó módgyok, első Osztálybéli.” 
Fényes Elek szerint „Fehéregyháza, falu, Posony vmegyében, Rosindol fiókja, 234 kath., 6 zsidó lak. F. u. gr. Brunczvik Ferencznő.” 
A trianoni békeszerződésig Pozsony vármegye Nagyszombati járásához tartozott.

## Népessége
| Év:            | 1994. | 2004.   | 2014.    | 2024.    |
| -------------- | ----- | ------- | -------- | -------- |
| Emberek száma: | 1092  | 1200    | 1611     | 2553     |
| Eltérés:       |       | +9,89 % | +34,25 % | +58,47 % |

| Év:            | 2023. | 2024.   |
| -------------- | ----- | ------- |
| Emberek száma: | 2531  | 2553    |
| Eltérés:       |       | +0,86 % |

1910-ben 507, túlnyomórészt szlovák anyanyelvű lakosa volt.
2001-ben 1201 lakosából 1188 szlovák volt.
2011-ben 1453 lakosából 1369 szlovák volt.
2021-ben 2376 lakosából 2169 (+7) szlovák, 10 (+2) magyar, 4 (+9) ruszin, 58 (+4) egyéb és 135 ismeretlen nemzetiségű volt.

## Nevezetességei
- Római katolikus templom

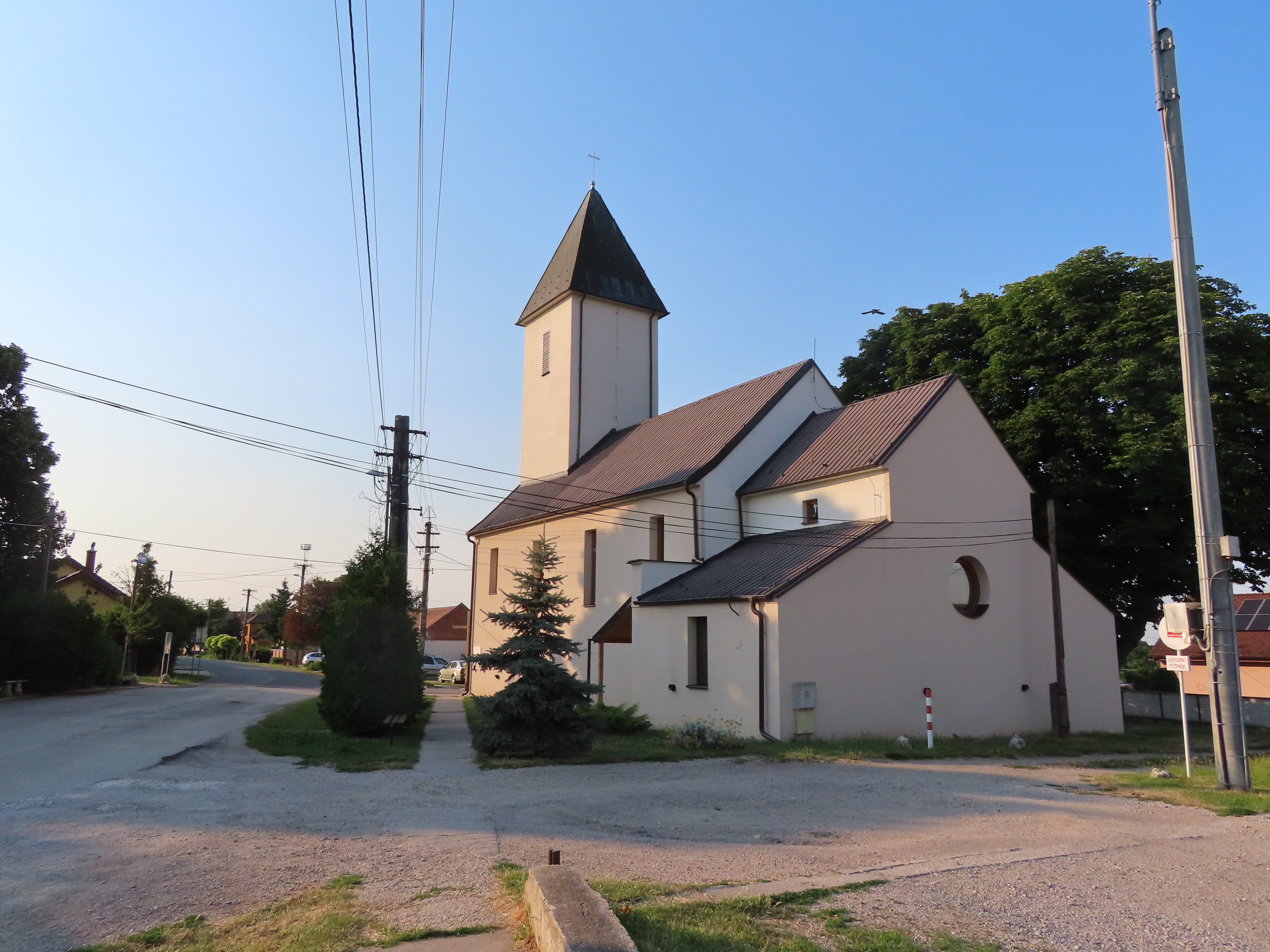
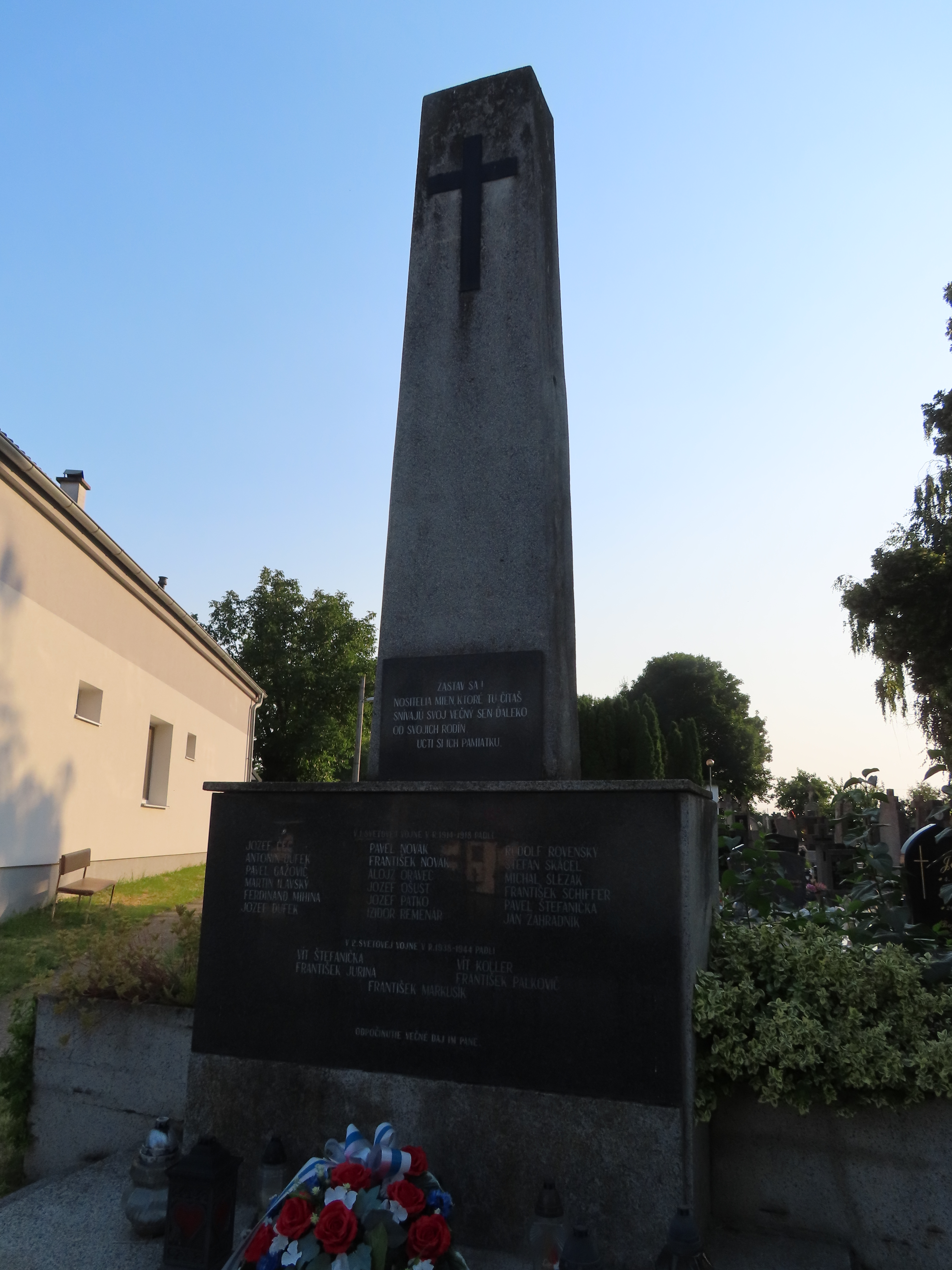
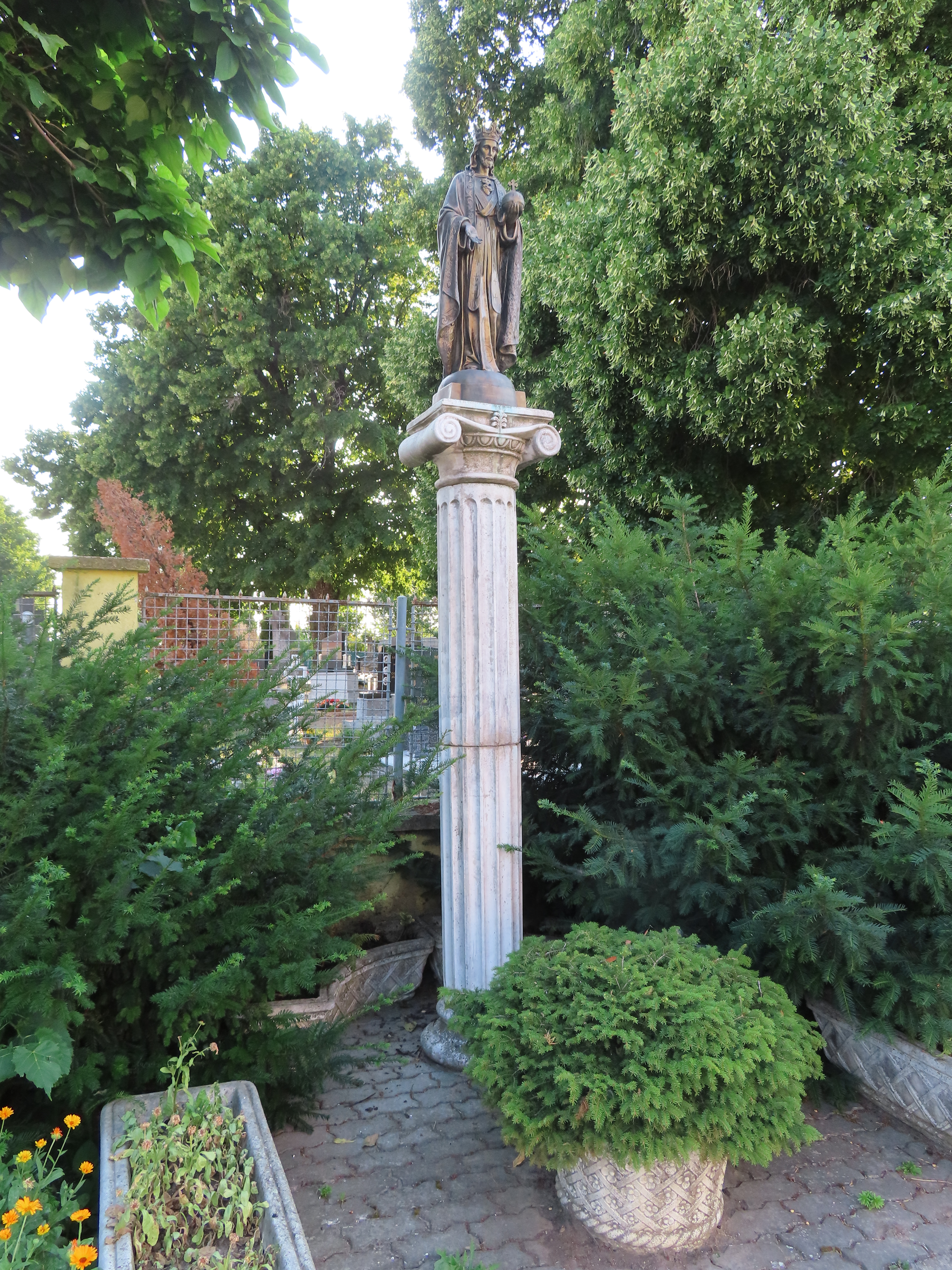
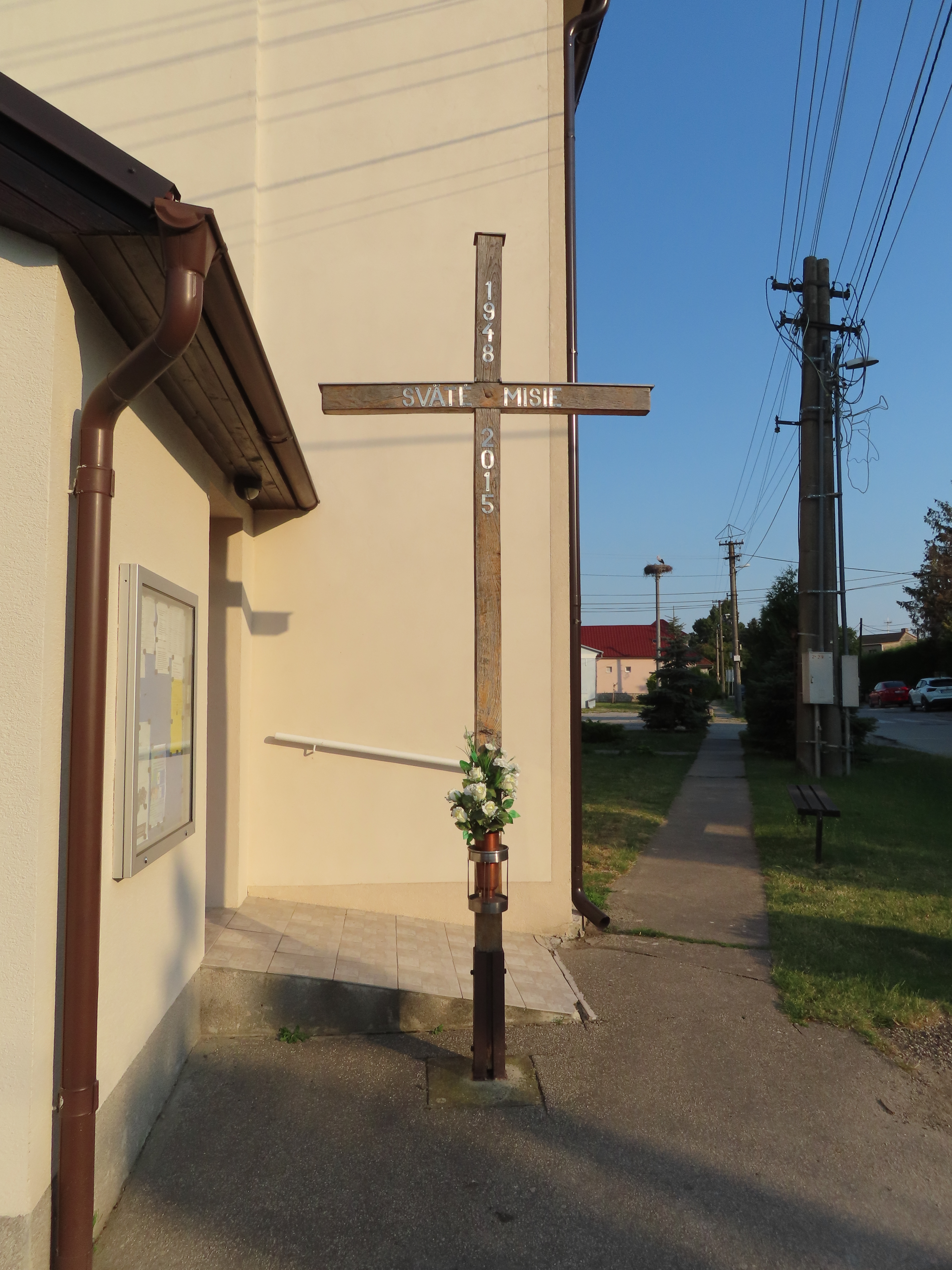

- Jezsuita kolostora 1719-ben épült, 1768-ban megújították
- Brunszvik-kastély

## Külső hivatkozások
- Hivatalos oldal
- Községinfó
- Pozsonyfehéregyház Szlovákia térképén
- E-obce.sk Archiválva 2008. február 7-i dátummal a Wayback Machine-ben
- A kastély fényképe